# Livio Wenger
Livio Wenger (Kriens, 20 januari 1993) is een Zwitsers schaatser.
Hoewel Wenger niet vaak buiten Zwitserland rijdt is hij op nationaal niveau één van Zwitserlands meest succesvolle schaatsers aller tijden. Tussen 1968 en 1977 was Franz Krienbühl de laatste schaatser op hoog niveau en daarna deed Martin Hänggi enkele malen mee aan het EK Allround. Wenger maakte zijn debuut tijdens het EK Allround 2014 in Hamar. Tijdens de Olympische Winterspelen van 2018 eindigde hij als 4e op het onderdeel massastart.

## Persoonlijke records
| Afstand      | Tijd      | Datum            | Baan           |
| ------------ | --------- | ---------------- | -------------- |
| 500 meter    | 36,52     | 2 maart 2019     | Calgary        |
| 1000 meter   | 1.09,79   | 2 december 2017  | Calgary        |
| 1500 meter   | 1.44,09   | 16 februari 2020 | Salt Lake City |
| 3000 meter   | 3.41,05   | 23 februari 2019 | Calgary        |
| 5000 meter   | * 6.14,51 | 1 december 2017  | Calgary        |
| 10.000 meter | 13.16,42  | 26 januari 2025  | Calgary        |

* gereden in kwartetstart

## Resultaten
| Jaar | EK Allround | WK Allround | WK Afstanden                                     | Olympische Spelen                 |
| ---- | ----------- | ----------- | ------------------------------------------------ | --------------------------------- |
| 2014 | NC27        |             |                                                  |                                   |
| 2016 | NC17        |             | 9e massastart                                    |                                   |
| 2017 |             |             | 16e massastart                                   |                                   |
| 2018 |             |             |                                                  | 25e 1500m 17e 5000m 4e massastart |
| 2019 |             | NC9         | 7e massastart                                    |                                   |
| 2020 |             | NC14        | 13e 1500m 17e 5000m 13e massastart 5e teamsprint |                                   |
| 2021 | NC11        |             | 6e massastart                                    |                                   |
| 2022 |             |             |                                                  | 18e 5000m 7e massastart           |
| 2023 |             |             | 9e massastart                                    |                                   |
| 2024 |             |             | 19e 5000m · massastart                           |                                   |
| 2025 |             |             | 21e 5000m 12e massastart                         |                                   |

NC# = niet gekwalificeerd voor de laatste afstand, maar wel als # geklasseerd in de eindrangschikking